# Euonymus tashiroi
Euonymus tashiroi är en benvedsväxtart som beskrevs av Carl Maximowicz. Euonymus tashiroi ingår i släktet Euonymus och familjen Celastraceae. Inga underarter finns listade.